# إدي لوكاس
إدي لوكاس (بالإنجليزية: Eddie Lucas)‏ (14 يوليو 1975 في الولايات المتحدة - ) هو لاعب كرة سلة أمريكي في مركز مدافع مسدد الهدف. لعب مع ليبرتاد دي سونتشاليس وחלבדיעהלך'/ש ‏.

## وصلات خارجية
- إدي لوكاس على موقع سبورتس رفرنس (الإنجليزية)
- إدي لوكاس على موقع كرة السلة الأوروبية.كوم (الإنجليزية)
- إدي لوكاس على موقع كلية كرة السلة في سبورتس رفرنس.كوم (الإنجليزية)
- إدي لوكاس على موقع ريلجم (الإنجليزية)
- إدي لوكاس على موقع بروبوليرز (الإنجليزية)